# Giovanna I của Durrës
Giovanna I của Durrës (1344 – 20 tháng 7 năm 1387) là con gái lớn nhất và là người con còn sống lớn nhất của Carlo I xứ Durrës và Maria của Calabria. Giovanna kế vị cha vào năm 1348 khi mới chỉ là một đứa trẻ bốn tuổi.